# Liste von Vulkanen in Ecuador
Dies ist eine Liste von Vulkanen in Ecuador, die während des Quartärs mindestens einmal aktiv waren.

## Festland
| Bild            | Name                     | Gebirgszug                      | Vulkantyp      | Letzte Eruption          | Höhe [m] | Geokoordinaten                |
| --------------- | ------------------------ | ------------------------------- | -------------- | ------------------------ | -------- | ----------------------------- |
| Bild gesucht BW | Aliso                    | Cordillera Real (Ecuador)       | Schichtvulkan  | ca. 2450 v. Chr.         | 4267     | 00° 32′ 00″ S, 078° 00′ 00″ W |
|                 | Antisana                 | Cordillera Real (Ecuador)       | Schichtvulkan  | 1802                     | 5753     | 00° 28′ 53″ S, 078° 08′ 27″ W |
|                 | Atacazo                  | Cordillera Occidental (Ecuador) | Schichtvulkan  | 320 v. Chr. ± 16 Jahre   | 4463     | 00° 21′ 10″ S, 078° 37′ 01″ W |
|                 | Cayambe                  | Cordillera Real (Ecuador)       | Schichtvulkan  | 1786                     | 5790     | 00° 01′ 45″ N, 077° 59′ 09″ W |
| Bild gesucht BW | Cerro Negro de Mayasquer | Cordillera Occidental (Ecuador) | Schichtvulkan  | 1936                     | 4445     | 00° 49′ 39″ N, 077° 57′ 52″ W |
| Bild gesucht BW | Chacana                  | Cordillera Real (Ecuador)       | Caldera        | 1773                     | 4643     | 00° 22′ 30″ S, 078° 15′ 00″ W |
|                 | Chachimbiro              | Cordillera Occidental (Ecuador) | Schichtvulkan  | ca. 3740 v. Chr.         | 4106     | 00° 28′ 05″ N, 078° 17′ 14″ W |
|                 | Chiles                   | Cordillera Occidental (Ecuador) | Schichtvulkan  | 0,16 mya                 | 4723     | 00° 49′ 15″ N, 077° 56′ 06″ W |
|                 | Chimborazo               | Cordillera Occidental (Ecuador) | Schichtvulkan  | 550 n. Chr. ± 150 Jahre  | 6310     | 01° 27′ 50″ S, 078° 48′ 54″ W |
|                 | Cotopaxi                 |                                 | Schichtvulkan  | 1940                     | 5911     | 00° 40′ 38″ S, 078° 26′ 10″ W |
|                 | Cuicocha                 | Cordillera Occidental (Ecuador) | Caldera        | ca. 650 n. Chr.          | 3246     | 00° 18′ 30″ N, 078° 21′ 50″ W |
|                 | Illiniza                 | Cordillera Occidental (Ecuador) | Schichtvulkan  | unbekannt                | 5248     | 00° 39′ 34″ S, 078° 42′ 49″ W |
|                 | Imbabura                 | Cordillera Real (Ecuador)       |                | 5550 v. Chr. ± 500 Jahre | 4609     | 00° 15′ 27″ N, 078° 10′ 58″ W |
| Bild gesucht BW | Licto                    |                                 | Schlackenkegel | unbekannt                | 3336     | 01° 46′ 49″ S, 078° 36′ 48″ W |
|                 | Mojanda                  |                                 | Schichtvulkane | unbekannt                | 4263     | 00° 08′ 00″ N, 078° 16′ 00″ W |
|                 | Pichincha                | Cordillera Occidental (Ecuador) | Schichtvulkan  | 2004                     | 4784     | 00° 10′ 15″ S, 078° 35′ 54″ W |
|                 | Pululahua                | Cordillera Occidental (Ecuador) | Caldera        | ca. 290 n. Chr.          | 3356     | 00° 02′ 18″ N, 078° 27′ 48″ W |
|                 | Quilotoa                 | Cordillera Occidental (Ecuador) | Caldera        | ca. 1280                 | 3914     | 00° 51′ 00″ S, 078° 54′ 00″ W |
|                 | Reventador               |                                 | Schichtvulkan  | 2022                     | 3562     | 00° 04′ 39″ S, 077° 39′ 21″ W |
|                 | Sangay                   | Cordillera Real (Ecuador)       | Schichtvulkan  | 2020                     | 5230     | 02° 00′ 09″ S, 078° 20′ 27″ W |
| Bild gesucht BW | Soche                    | Cordillera Real (Ecuador)       | Schichtvulkan  | ca. 6650 v. Chr.         | 3955     | 00° 33′ 08″ N, 077° 34′ 47″ W |
|                 | Sumaco                   | Galeras-Napo                    | Schichtvulkan  | 1895 ± 30 Jahre          | 3990     | 00° 32′ 17″ S, 077° 37′ 33″ W |
|                 | Tungurahua               | Cordillera Real (Ecuador)       | Schichtvulkan  | 2016                     | 5023     | 01° 28′ 01″ S, 078° 26′ 30″ W |

## Galapagosinseln
| Bild            | Name         | Insel                   | Vulkantyp    | Letzte Eruption | Höhe [m] | Geokoordinaten                |
| --------------- | ------------ | ----------------------- | ------------ | --------------- | -------- | ----------------------------- |
|                 | Alcedo       | Isabela                 | Schildvulkan | 1993            | 1130     | 00° 26′ 00″ S, 091° 07′ 00″ W |
|                 | Cerro Azul   | Isabela                 | Schildvulkan | 2008            | 1640     | 00° 55′ 00″ S, 091° 24′ 30″ W |
|                 | La Cumbre    | Fernandina              | Schildvulkan | 2018            | 1476     | 00° 22′ 00″ S, 091° 33′ 00″ W |
|                 | Darwin       | Isabela                 | Schildvulkan | 1813            | 1330     | 00° 11′ 00″ S, 091° 17′ 00″ W |
|                 | Ecuador      | Isabela                 | Schildvulkan | ≈ 1150          | 790      | 00° 01′ 00″ S, 091° 32′ 45″ W |
| Bild gesucht BW |              | Genovesa                | Schildvulkan | unbekannt       | 64       | 00° 19′ 00″ N, 089° 57′ 30″ W |
|                 |              | Marchena                | Schildvulkan | 1991            | 343      | 00° 20′ 00″ N, 090° 28′ 00″ W |
| Bild gesucht BW |              | Pinta                   | Schildvulkan | 1928            | 780      | 00° 35′ 00″ N, 090° 45′ 00″ W |
|                 |              | San Cristóbal           | Schildvulkan | unbekannt       | 759      | 00° 53′ 00″ S, 089° 30′ 00″ W |
|                 |              | San Salvador (Santiago) | Schildvulkan | 1906            | 920      | 00° 13′ 00″ S, 090° 46′ 00″ W |
|                 |              | Santa Cruz              | Schildvulkan | unbekannt       | 864      | 00° 37′ 00″ S, 090° 20′ 00″ W |
| Bild gesucht BW |              | Santa Fe                | Schildvulkan | 0,72 mya        | 259      | 00° 48′ 20″ S, 090° 04′ 00″ W |
|                 | Sierra Negra | Isabela                 | Schildvulkan | 2005            | 1124     | 00° 50′ 00″ S, 091° 10′ 00″ W |
|                 | Wolf         | Isabela                 | Schildvulkan | 2015            | 1710     | 00° 01′ 00″ N, 091° 21′ 00″ W |